# Veliki zimzelen
Veliki zimzelen (lat. Vinca major je vrsta cvjetnice iz porodice Apocynaceae, porijeklom iz zapadnog Sredozemlja. Raste do 25 cm (10 in) visok i beskonačno raširen, zimzelena je trajnica, koja se često koristi u uzgoju kao pokrivač tla.

## Etimologija
Ime roda vjerojatno potječe od latinske riječi vincire, što znači vezati, budući da su se duge puzave loze koristile za izradu vijenca. Latinski specifični epitet major znači "veći", u odnosu na sličan Vinca minor L.

## Opis
Vinca major se širi duž tla i ukorjenjuje duž stabljika kako bi formirala guste mase pokrivača tla pojedinačno 2-5 m u promjeru, a penje se do 50-70 cm visine.
Listovi su nasuprotni, gotovo okrugli na dnu stabljike i lancetasti na vrhu, 3-9 cm duga i 2–6 cm široka, sjajna tamnozelena s kožastom strukturom i cijelim, ali izrazito trepavičastim rubom, i dlakavom peteljkom 1-2 cm dužine.
Cvjetovi su hermafroditni, pazušni i pojedinačni, ljubičastoljubičasti, 3-5 cm promjera, s peterokrakim vjenčićem. Čaška koja okružuje bazu cvijeta je duga 10–17 mm, s dlakavim rubovima. Razdoblje cvatnje traje od ranog proljeća do jeseni.

## Rasprostranjenost i stanište
Ova vrsta se nalazi u južnoj Europi i sjevernoj Africi, od Španjolske i južne Francuske na istok do zapadnog Balkana, te također u sjeveroistočnoj Turskoj i zapadnom Kavkazu. Također se nalaze u nižim himalajskim lancima u Aziji. Preferira vlažnu šikaru, šume, živice i obale uz rijeke na nadmorskoj visini od 0–800 m nadmorske visine. Dobro raste na punom suncu i u dubokoj sjeni.

## Podvrste
Postoje dvije podvrste, s geografski odvojenim rasponima:
- Vinca major subsp. major - lisne peteljke sitno dlakave, dlake kratke (južna Europa)
- Vinca major subsp. hirsuta (Boiss. ) Stearn (sin. V. pubescens d'Urv.) - lisne peteljke gusto dlakave, dlake duže; latice mnogo uže (Kavkaz, sjeveroistočna Turska)

Blisko srodna vrsta Vinca minor je slična, ali manja, s užim listovima bez dlaka.

## Uzgoj
Vinca major je ukrasna biljka koja se često uzgaja u umjerenim vrtovima zbog svog zimzelenog lišća, proljetnog cvijeća i korištenja za pokrivanje tla.
Dostupni su mnogi kuultivari, s razlikama u cvjetovima, poput bijelih do tamnoljubičastih cvjetova, te različitim uzorcima i bojama prošaranog lišća. Sorta 'Variegata' dobila je nagradu Royal Horticultural Society Award of Garden Merit.

## Galerija
- Detalj cvijeta, nabujali cvjetni pupoljci i lišće u proljeće
- Sorta Vinca major
- Cvijet od var. oxyloba
- Obratite pažnju na dlakavi rub sepala
- Listovi s trepavičastim rubovima i dlakavom peteljkom

## Invazivne biljne vrste
Vinca major je invazivna vrsta u umjerenim dijelovima Sjedinjenih Država, Južne Afrike Australije i Novog Zelanda . Posebno je čest štetni korov koji 'guši' domaće biljke i raznolikost u obalnim područjima i staništima hrastovih šuma obalne Kalifornije. Formira guste niti koje obavijaju druge biljke i mogu spriječiti rast mladica i grmova blokirajući svjetlost. Zimuk se seli s mjesta na mjesto, uz nenamjernu ljudsku pomoć, u bačenom vrtnom otpadu ili kao komadići biljaka nošeni vodom.

## Vanjske poveznice
- Vinca major, baza podataka s fotografijama "CalPhotos", University of California, Berkeley
- Vinca major. Calflora. The Calflora Database. Berkeley, California.
- Vinca major. Plants for a Future